# Григорьев, Александр Григорьевич
Алекса́ндр Григо́рьевич Григо́рьев (1904-1943) — партизан Великой Отечественной войны, Герой Советского Союза (1944).

## Биография
Александр Григорьев родился 12 марта 1904 года в деревне Трухново (ныне — Островский район Псковской области) в крестьянской семье. Заочно окончил рабфак, работал секретарём, затем председателем Костыговского сельсовета Островского района, позднее был директором школы крестьянской молодёжи. Учился в партийной школе в Ленинграде. Участвовал в советско-финской войне, был политруком артиллерийской батареи. К началу Великой Отечественной войны был секретарём Сошихинского райкома ВКП(б) по кадрам.
В июле 1941 года, когда из активистов Сошихинского района был организован партизанский отряд, Григорьев стал его комиссаром. В октябре того же года отряд взорвал мосты через реку Черёха, поджёг склад зерна и разгромил гарнизон в посёлке Воронцово. Зимой отряд попал в окружение, из которого выбрался мелкими группами. Григорьев прятался в доме родителей. Из-за предательства немецким властям стало известно о его местонахождении. С боем партизанам удалось вырваться, но оккупанты в отместку расстреляли мать и дядю Григорьева, а также их соседей. В 1942 году отряд разгромил немецкие гарнизоны в сёлах Ясски, Дедовичи, Дорожкино, Большой Клинец Псковской области. С 1943 года капитан Григорьев был комиссаром 3-го партизанского полка 3-й Ленинградской партизанской бригады, которая базировалась в Порховском районе. После боёв в мае 1943 года партизанам пришлось перебраться сначала в Ругодевские горы, затем в Пушкинские горы. Бригада приняла активное участие в «рельсовой войне». К середине октября 1943 года полк Григорьева выдвинулся к железной дороге Псков-Старая Русса. В ночь с 18 на 19 октября на подрыв рельсов вышел весь полк. Противник встретил его огнём из пулемётов и миномётов. С криком: «За Ленинград! Вперёд!» Григорьев побежал к рельсам. Задание полку удалось выполнить, надолго выведя из строя железную дорогу, однако комиссар полка Григорьев в том бою погиб. Похоронен в селе Карамышево Псковского района Псковской области, на могиле установлен обелиск.
Указом Президиума Верховного Совета СССР от 2 апреля 1944 года за «образцовое выполнение заданий командования в борьбе против немецкими захватчиков в тылу противника, за проявленные при этом отвагу и геройство и за особые заслуги в организации партизанского движения в Ленинградской области» Александр Григорьев посмертно был удостоен высокого звания Героя Советского Союза. Также был награждён орденами Ленина и Красной Звезды, медалью.